# Osteochilus ingeri
Osteochilus ingeri är en fiskart som beskrevs av Karnasuta, 1993. Osteochilus ingeri ingår i släktet Osteochilus och familjen karpfiskar. Inga underarter finns listade i Catalogue of Life.